# 우슬체육공원 보조경기장
우슬체육공원 보조경기장(牛膝體育公園補助競技場, Useul Sports Park Auxiliary Stadium)은 대한민국 전라남도 해남군에 있는 스포츠 시설이다. 인조잔디가 갖춰진 축구 경기장 3면으로 구성되어 있다. 2구장에서 2017년 K7리그 해남 경기가 개최되었다.

## 참고 문헌
- “우슬체육공원 보조경기장”. 해남군스포츠사업단.
- 《전국 공공체육 시설 현황 (2017년말 기준)》. 대한민국 문화체육관광부. 2019.
- 《2019년 전국 공공체육시설 현황 (2018년말 기준)》. 대한민국 문화체육관광부. 2020.

## 같이 보기
- 우슬체육공원
- 우슬경기장
- 우슬실내육상경기장